# Ola Balogun
Ola Balogun (Aba, 1945) è un regista e scrittore nigeriano.

## Biografia
Nasce ad Aba, in Nigeria, nel 1945. Segue i corsi all'IDHEC (Institut des Hautes Etudes Cinématographiques) di Parigi. Tornato in patria, lavora all'Università di lie e poi alla sezione cinema del Centro studi africani del Museo nazionale.
Nel 1973 gira a Parigi il suo primo film a soggetto, Alpha, che è anche il primo lungometraggio realizzato da un nigeriano. Scrittore di pièces teatrali, commedie musicali, saggi sul cinema e raccolte di poesie, rivela una personalità eclettica che spazia in diversi campi dell'arte.

## Filmografia
- 1971 - Les pouts de Paris, cortometraggio
- 1972 - In the beginning, cortometraggio
- 1972 - Vivre, cortometraggio
- 1973 - Alpha, lungometraggio
- 1975 - Amadi, lungometraggio
- 1975 - Ajani-Ogun, lungometraggio
- 1976 - Muzic Man, lungometraggio
- 1977 - Ija-Ominira, lungometraggio
- 1978 - Black Goddes, lungometraggio
- 1979 - Aiyes, lungometraggio
- 1979 - La Déesse Noire, lungometraggio
- 1981 - Cry freedom, lungometraggio
- 1982 - Orun Mooru, lungometraggio
- 1982 - Money power, lungometraggio
- 1989 - Fleuve Niger, mère noire, cortometraggio